# Relations entre l'Afrique du Sud et l'Algérie
 (décembre 2019).
Si vous disposez d'ouvrages ou d'articles de référence ou si vous connaissez des sites web de qualité traitant du thème abordé ici, merci de compléter l'article en donnant les références utiles à sa vérifiabilité et en les liant à la section « Notes et références ».
Les relations entre l'Algérie et l'Afrique du Sud sont les relations internationales entre la République algérienne démocratique et populaire et la République d'Afrique du Sud.

## Histoire
Les relations politiques entre les deux pays ont officiellement commencé dans les années 1950 et 1960. En 1961, avec un faux passeport éthiopien, Nelson Mandela s'est rendu en Algérie  puis au Maroc où il s'est  formé avec le FLN algérien à Berkane au nord est du  Maroc . Dans son livre Un long chemin vers la liberté, il révèle sa lutte contre l'apartheid, largement inspirée de la lutte des combattants algériens. À son retour, Mandela a déclaré « C'est l'Algérie qui a fait de moi un homme ». L'Algérie a été le premier pays visité par Mandela après sa libération.
En novembre 1964, l'Université d'Alger décerne un doctorat honorifique en littérature au militant sud-africain Albert Lutuli.
En 1974, pour soutenir le mouvement anti-apartheid, le ministre algérien des Affaires étrangères, Abdelaziz Bouteflika, a réussi à faire expulser le représentant sud-africain de l'Assemblée générale des Nations unies qu'il présidait cette année-là. Il a protesté avec succès que les délégués sud-africains étaient invalides parce qu'ils ne représentaient qu'une minorité blanche. L'exclusion est appliquée jusqu'à la fin de l'apartheid en 1991.

## Relations économiques
Entre 2011 et 2015, l'Algérie a été le plus grand partenaire commercial de l'Afrique du Sud en Afrique du Nord (43 % du commerce total de l'Afrique du Sud dans la région). Les exportations de l'Afrique du Sud vers l'Algérie étaient estimées à 13 milliards de rands, tandis que les exportations de l'Algérie vers l'Afrique du Sud s'élevaient à 463 millions de rands.